# ورداست
ورداست (به لاتین: Verdast) یک تقسیمات کشوری در تاجیکستان است که در ولایت سغد واقع شده‌است. ورداست ۴۳ نفر جمعیت دارد.